# Felttog
Et felttog betegner i udvidet forstand samtlige operationer i en krig fra troppernes udmarch til deres hjemkomst. I snævrere
forstand betegner felttog selvstændige afsnit af en hel krig, adskilt enten ved tid eller terræn.
Et berømt felttog fandt sted 15. juni 1219 (Valdemarsdag), hvor danskerne under ledelse af Valdemar Sejr erobrede den nordlige del af Estland. Legenden om Dannebrog, der faldt ned fra himlen, stammer fra disse kampe.